# SimilarWeb
Similarweb (précédemment SimilarGroup) est une entreprise de technologie de l'information fondée en mars 2009 par Or Offer. Basée à Londres mais entrée en bourse au New York Stock Exchange en 2021, Similarweb fournit des services d'Audience d'un site Web, de forage de données et d'Informatique décisionnelle aux entreprises internationales. Grâce à sa plateforme principale appelée Similarweb, elle utilise les technologies du Big data ou mégadonnées, pour assembler, mesurer, analyser et fournir des statistiques sur l'engagement du client dans les sites web et les applications mobiles.

## Histoire de la compagnie
Or Offer a fondé Similarweb avec Nir Cohen le 3 mars 2009, à Tel-Aviv, en Israël,. Plus tard, la compagnie a déménagé son siège à Londres, au Royaume-Uni. Le 31 mai 2010, la compagnie a obtenu 1,1 million de dollars à la suite d'une série de levées de fonds d'investissement conduite par Yossi Vardi (en), Management International, Liron Rose et Omer Kaplan. Le 29 janvier 2013, Similarweb a obtenu à nouveau 2,5 million de dollars. Le 24 septembre 2013, la compagnie a obtenu une rallonge de 3,5 million de dollars dans sa levée de fonds de série B menée par David Alliance, Moshe Lichtman et la contribution de son investisseur actuel Docor International Management. Le 24 février 2014, le géant du média sud-africain Naspers a contribué dix-huit millions de dollars dans la levée de fonds de série C. Puis, en un mois, Similarweb a utilisé quelques millions de dollars en actions et en liquidité de son capital pour acquérir la startup Israélienne TapDog qui sera créée un an plus tard. En novembre 2014, Similarweb a annoncé qu'elle a fait une levée de fonds pour son expansion générale, l'amélioration de sa perspective des réseaux mobiles et sa plateforme d’application mobile. Dans cette levée de fonds de série D, Naspers et David Alliance ont investi quinze millions de dollars,. Les sociétés PayPal, eBay, Flipkart et Adidas comptent parmi les clients principaux de Similarweb.
En mars 2024, Similarweb a acquis Admetricks pour élargir son offre d'intelligence publicitaire.

## Technologie
En juin 2013, Similarweb a mis en vente Similarweb PRO, une version avancée du logiciel gratuit Similarweb à usage général. De plus, Similarweb diffuse ses données sous la forme d'API et utilise des données extraites de quatre sources principales : 
- un panel de millions de surfers Web anonymes nantis d'un portfolio d'applications, de plugins pour navigateurs, d'extensions de bureau et de logiciel ;
- des fournisseurs de services internet locaux et internationaux ;
- un trafic Web évalué à partir d'un ensemble de sites Web témoins sélectionnés et conçu pour algorithmes d'évaluation spécialisés ;
- une colonie de robots d'indexation qui balaie le Net en entier[18],[19],[20].